# O'u
De o'u (Psittirostra psittacea) is een zangvogel uit de familie Fringillidae (vinkachtigen). Het is een uitgestorven, endemische vogelsoort op de eilanden Hawaï en Kauai in de staat Hawaï (Verenigde Staten).

## Kenmerken
De vogel is 17 cm lang met een dikke gebogen snavel. Het mannetje is olijfgroen met een gele kop en witte onderstaartdekveren. Het vrouwtje is ook olijfgroen maar doffer, met meer grijs op de borst en keel en geen gele kop. Beide geslachten hebben een roze snavel.

## Verspreiding en leefgebied
De o'u was in de negentiende eeuw een wijd verspreide vogelsoort die voorkwam op alle eilanden van de staat Hawaï. Tussen 1899 en 1931 stierf de vogel op de meeste eilanden uit. Deze kwam misschien nog voor op de eilanden Hawaï en Kauai in inheems bos in hoogland tussen de 1200 en 1500 m boven zeeniveau. Door lavastromen en tropische cyclonen is na 1989 geschikt bos verloren gegaan. De vogel was sterk afhankelijk van dit type oorspronkelijke bos.

## Status
De o'u had een zeer klein verspreidingsgebied. Sinds 1989 zijn er geen bevestigde waarnemingen, maar wel geruchten. Gericht onderzoek in het gebied dat potentieel geschikt was leverde geen nieuwe waarnemingen op. De grootte van de populatie werd in 2012 door BirdLife International nog voorzichtig geschat op minder dan 50 individuen. Op grond van een serie onderzoeken, gepubliceerd in 2017, kan de vogelsoort beschouwd worden als uitgestorven. Daarom staat deze soort sinds 2024 als zodanig op de Rode Lijst van de IUCN.
Ontbossing van het leefgebied is de oorzaak van het verdwijnen en ook de aanwezigheid  van invasieve dieren als ratten en muggen die een fataal type vogelmalaria verspreiden.